# Американски университет на Армения
Американският университет Армения (на арменски: Հայաստանի Ամերիկյան Համալսարան, на английски: American University of Armenia) e частен университет в Ереван.
Учреден е през 1991 година. Има чуждестранна акредитация от Асоциацията на западните училища и колежи (WASC) в САЩ, щата Калифорния. Към 2015 година е първото и единствено училище от бившия СССР, акредитирано в САЩ, предоставящо висше образование (бакалавърска и магистърска степени).